# NGC 7225
NGC 7225 is een spiraalvormig sterrenstelsel in het sterrenbeeld Zuidervis. Het hemelobject werd op 30 juli 1834 ontdekt door de Britse astronoom John Herschel.

## Synoniemen
- ESO 532-33
- MCG -4-52-23
- AM 2210-262
- IRAS 22103-2623
- PGC 68311